# Тадек из Ландевеннека
Тадек (VI век) — священномученик из Арморики. День памяти — 2 декабря.
Святой Тадек, или Тудекявляется святым ранней Арморики. Он, иеромонах монастыря Ландевеннек, в VI веке, согласно преданию, был убит властителем Фау в церкви Даулас во время богослужения. Он входит в число бретонских святых, официально не признанных католической церковью.
Согласно преданию, властитель Фау, будучи язычником, совершил двойное преступление в церкви Даулас:
Узнав, что настоятели корнуайских монастырей собрались недалеко от его земель ради объединения, этот властелин (…), сопровождаемый частью своих подданных, запер двери церкви, где находились враги его ложных верований. Святой Тадек (или святой Тудек) был убит в алтаре; святому Иудулу отрезали голову, когда он бежал в Ландевеннек. Однако Бог отомстил за своих слуг. Ужасный дракон опустошил поселение Фау и его окрестности, властитель стал жертвой лукавого духа, и потребовалась вся сила святого Павла, епископа Леонского, чтобы победить монстра и исцелить убийцу. Властитель, ставший христианином, за свое преступление основал монастырь Даулас, что означает две раны, или две боли, в том месте, где святой Иудул был им убит.